# Badminton bei den Canada Games 1995
Bei den Canada Games 1995 in Grande Prairie wurden im Winter 1995 fünf Einzeldisziplinen und ein Teamwettbewerb im Badminton ausgetragen. Die Spiele fanden vom 19. Februar bis zum 4. März 1995 statt.

## Sieger und Platzierte
| Disziplin    | Gold                              | Silber                         | Bronze                        |
| ------------ | --------------------------------- | ------------------------------ | ----------------------------- |
| Herreneinzel | Brian Abra                        | Jean Philippe Goyette          | Skyler van Heukelom           |
| Dameneinzel  | Anthea Poon                       | Kara Solmundson                | Charmaine Reid                |
| Herrendoppel | Jean Philippe Goyette Bryan Moody | Arnie Rungi Darren McVicar     | Hau Lee Lee                   |
| Damendoppel  | Moira Ong Elma Ong                | Charmaine Reid Beth Richardson | Ali Khan Dhana Khan           |
| Mixed        | Mike Beres Kathleen Hunt          | Kyle Hunter Beth Richardson    | Chris Trenholme Jennifer Wong |
| Mannschaft   | Ontario                           | British Columbia               | Alberta                       |